# Wolfgang Lange
Wolfgang Lange (3 de julio de 1938-29 de octubre de 2022) fue un deportista de la RDA que compitió en piragüismo en la modalidad de aguas tranquilas.
Ganó cuatro medallas en el Campeonato Mundial de Piragüismo, en los años 1963 y 1966, y ocho medallas en el Campeonato Europeo de Piragüismo entre los años 1957 y 1963.

## Palmarés internacional
| Campeonato Mundial | Campeonato Mundial    | Campeonato Mundial | Campeonato Mundial |
| Año                | Lugar                 | Medalla            | Competición        |
| ------------------ | --------------------- | ------------------ | ------------------ |
| 1963               | Jajce (Yugoslavia)    | Medalla de bronce  | K1 4 × 500 m       |
| 1963               | Jajce (Yugoslavia)    | Medalla de plata   | K2 1000 m          |
| 1963               | Jajce (Yugoslavia)    | Medalla de oro     | K4 1000 m          |
| 1966               | Berlín Oriental (RDA) | Medalla de bronce  | K4 10 000 m        |
| Campeonato Europeo |                       |                    |                    |
| Año                | Lugar                 | Medalla            | Competición        |
| 1957               | Gante (Bélgica)       | Medalla de plata   | K1 4 × 500 m       |
| 1959               | Duisburgo (RFA)       | Medalla de oro     | K1 4 × 500 m       |
| 1959               | Duisburgo (RFA)       | Medalla de oro     | K4 1000 m          |
| 1961               | Poznań (Polonia)      | Medalla de bronce  | K1 4 × 500 m       |
| 1961               | Poznań (Polonia)      | Medalla de oro     | K4 1000 m          |
| 1963               | Jajce (Yugoslavia)    | Medalla de bronce  | K1 4 × 500 m       |
| 1963               | Jajce (Yugoslavia)    | Medalla de plata   | K2 1000 m          |
| 1963               | Jajce (Yugoslavia)    | Medalla de oro     | K4 1000 m          |